# Rudolf Gindlhumer
Rudolf Gindlhumer (* 7. Juni 1955 in Steyr) ist ein österreichischer Flötist. Er wirkte über 45 Jahre im Orchester der Volksoper Wien, über 37 Jahre im Ensemble der Wiener Instrumentalsolisten sowie rund 30 Jahre als Lehrender am Konservatorium Wien Privatuniversität.

## Künstlerischer Werdegang
Ab 1962 nahm Rudolf Gindlhumer Blockflöten-Unterricht und wechselte zwei Jahre später zur Querflöte. Sein Lehrer war Adalbert Weinschenk. Seinen ersten solistischen Auftritt absolvierte er 1965 im Rahmen eines Konzertes der Stadtkapelle Steyr.
Von 1967 bis 1969 folgte ein Musikstudium für Querflöte am Bruckner-Konservatorium in Linz, wo er bei Karl Trawöger lernte. Bereits in sehr jungen Jahren empfahl ihm Gerhard Schulz, sein Glück in Wien zu suchen, um dort eine Karriere anzustreben. 1969 folgte er als damals 14-Jähriger schließlich dem Ruf in die Bundeshauptstadt und begann das Studium an der Akademie für Musik und darstellende Kunst in Wien mit Hauptfach Flöte bei Hans Reznicek. 
Im Jahr 1973 bestand er das Probespiel im Orchester der Wiener Volksoper und wurde als Soloflötist engagiert. In diesem Orchester war Rudolf Gindlhumer durchgängig bis November 2018 tätig. In dieser Zeit absolvierte er über 7000 Vorstellungen (10.000 Dienste inklusive Proben). Nebenbei betrieb er auch eine rege Substitutentätigkeit im Wiener Kammerorchester, bei den niederösterreichischen Tonkünstlern, bei den Wiener Philharmonikern und den Wiener Symphonikern. Ein wesentlicher Aspekt seiner künstlerischen Tätigkeit war das Neujahrskonzert in der Suntory Hall in Tokio, welches das Symphonie Orchester der Volksoper Wien für mehr als 30 Jahre austrug und dem er zahlreiche Male beiwohnte.
Viele Jahre lang war Rudolf Gindlhumer als Soloflötist bei Schallplattenaufnahmen des Volksopern-Orchesters, der niederösterreichischen Tonkünstler, des Wiener Solistenorchesters, der Wiener Philharmoniker und des Wiener Kammerorchesters tätig. Aus diesen Tätigkeiten, sowie Aufnahmen zusammen mit dem Privatensemble der „Wiener Instrumentalsolisten“ gingen zahlreiche Tonträger hervor, auf denen er als Flötensolist musizierte. 
Im Jahre 1987 wurde er Mitglied der Wiener Instrumentalsolisten. Neben der Interpretation der großen barocken und klassischen Flötenliteratur war er immer bestrebt, sich für Kompositionen zeitgenössischer österreichischer, aber auch ausländischer Tonsetzer zu engagieren.

## Auszeichnungen
Am 2. März 1994 wurde er mit dem Silbernen Verdienstzeichen der Republik Österreich ausgezeichnet. Den Berufstitel „Professor“ erhielt er schließlich am 31. Mai 2007.

## Diskografie
- 1982: Wiener Instrumentalsolisten, „Weihnacht Überall“, Elite Special
- 1983: Franz Morak „Sieger Sehen Anders Aus“,  Polydor
- 1990: Wiener Instrumentalsolisten, „Vienna Virtuosi Batik Berg Poulenc“, KKM Record mit ORF Studio Burgenland
- Wiener Instrumentalsolisten, „Vienna Virtuosi Mozart Berg Toch“, KKM Record mit ORF Studio Burgenland und AMP – Austrian Music Producers